# Musongati FC
El Musongati FC es un equipo de fútbol de Burundi que juega en la Primera División de Burundi, la primera categoría nacional.

## Historia
Fue fundado en el año 2006 en la ciudad de Gitega. Diez años después juegan por primera vez en la Primera División de Burundi donde terminaron en quinto lugar.
En el año 2020 gana su primer título importante al ganar la Copa de Burundi luego de vencer al Rukinzo FC y también ganar la supercopa ante Le Messager Ngozi, y con ello clasificó a la Copa Confederación de la CAF 2020-21, su primer torneo internacional, en el que fue eliminado en la ronda preliminar por el Green Eagles FC de Zambia.

## Palmarés
- Copa de Burundi: 1

2020
- Supercopa de Burundi: 1

2020

## Participación en competiciones de la CAF
| Temporada | Torneo                       | Ronda      | Club            | Casa | Visita | Global |
| --------- | ---------------------------- | ---------- | --------------- | ---- | ------ | ------ |
| 2020/21   | Copa Confederación de la CAF | Preliminar | Green Eagles FC | 2-2  | 1-2    | 3-4    |